# 弗洛伦蒂诺·佩雷斯
弗洛伦蒂诺·佩雷斯·罗德里格斯（西班牙語：Florentino Pérez Rodríguez，1947年3月8日— ），是一名西班牙商人，现任西甲俱樂部皇家马德里主席，旗下拥有西班牙著名建筑公司ACS集团。弗洛伦蒂诺最為人熟知的是曾在皇家馬德里建立以大卫·贝克汉姆、罗纳尔多及齐内丁·齐达内為首的「銀河艦隊」。

### 任期內榮譽
西班牙甲組聯賽 （7冠）: 2000-2001年，2002-2003年，2011-2012年，2016-2017年，2019-2020年，2021-2022年，2023-2024年
西班牙國王盃（3冠）：2010-2011年球季，2013-2014年球季，2022-2023年球季
西班牙超級盃（7冠）：2001年，2003年，2012年，2017年，2019–20年， 2021–22，2023-24
欧洲冠軍联赛冠軍（7冠）：2002年，2014年，2016年，2017年，2018年，2022年，2024年
歐洲超級盃（6冠）：2002年，2014年，2016年，2017年，2022年，2024年
洲際盃足球賽冠軍（2冠）：2002年,2024年
世界冠軍球會盃（5冠）：2014年，2016年，2017年，2018年，2022年